# Tiny Little Bigband
Tiny Little Bigband is een Nederlandse band bestaande uit Franklin Brown, Bas Schneider, Pieter van Santen en René Winter, aangevuld met een blazerssectie onder leiding van Jasper Staps. De band is in 2006 opgericht door zanger Marcel Fokker en contrabassist Patrick Hemelrijk.

## Geschiedenis
Tiny Little Bigband werd in april 2006 opgericht door Fokker en Hemelrijk die beiden al actief waren als professioneel muzikanten. Hemelrijk is afkomstig uit Noordeloos en de band had zijn thuisbasis in een pand in dit dorp. In 2014 werd Franklin Brown aangetrokken als leadzanger van de band, nadat Fokker ermee stopte. Daarnaast is Frank de Lange lange tijd de vaste pianist van de band. 
Sinds 2021 zijn er een paar wijzigingen in de bezetting geweest. Patrick Hemelrijk heeft plaats gemaakt voor bassist Bas Schneider, en nadat Sander Tournier korte tijd deel uitmaakte van de band, is pianist Pieter van Santen nu de vaste man achter de toetsen. Naast leadzanger Franklin Brown is drummer Rene Winter nog steeds een vaste waarde binnen de band.
In het begin speelde de band veel op lokale podia, maar trad later ook op op landelijke festivals zoals North Sea Jazz in 2009. Verder was de band vaak op op de radio te horen, zoals in het TROS Muziekcafé, Radio 2 en Radio 6. Ze zijn veelgevraagd op oa. bedrijfsevenementen, bruiloften, en andere feestelijke gelegenheden. De band speelt als 4-mans combo, maar is ook uit te breiden met een blazerssectie, en speelt ook vaak samen met gasten zoals bv. de Triolettes. 

### Serious Request
In de jaarlijkse actie Serious Request van 3FM is de band sinds 2007 een paar jaar te gast geweest om in het Glazen Huis een optreden te gaven, met uitzondering van 2008, toen Ekdom niet in het Huis zat. Tijdens Serious Request 2010 speelde de band het zelfgeschreven lied You Put the X in X-mas, dat toen nog niet opgenomen was. Een jaar later werd het nummer uitgebracht als single en opnieuw gespeeld in het Glazen Huis. De opbrengst van de downloads van het nummer op iTunes ging naar het goede doel van Serious Request. De single werd een hit en haalde de vijfde plaats in de Nederlandse iTunes top 100.

## Discografie

### Albums
| Album met eventuele hitnotering(en) in de Nederlandse Album Top 100 | Datum van verschijnen | Datum van binnenkomst | Hoogste positie | Aantal weken | Opmerkingen |
| ------------------------------------------------------------------- | --------------------- | --------------------- | --------------- | ------------ | ----------- |
| New blu'eyes                                                        | 10-2008               | -                     |                 |              |             |
| Have yourself a tiny little Christmas                               | 12-2008               | -                     |                 |              |             |
| Tiny Little Bigband - Combo                                         | 01-2009               | -                     |                 |              |             |
| Tiny Little Bigband - Live                                          | 01-2009               | -                     |                 |              | Livealbum   |
| Sharp dressed men                                                   | 05-2011               | 28-05-2011            | 52              | 6            |             |

### Singles
| Single met eventuele hitnotering(en) in de Nederlandse Top 40 | Datum van verschijnen | Datum van binnenkomst | Hoogste positie | Aantal weken | Opmerkingen                 |
| ------------------------------------------------------------- | --------------------- | --------------------- | --------------- | ------------ | --------------------------- |
| 'T' ain't what 'cha do                                        | 2008                  | -                     |                 |              |                             |
| You put the X in X-mas                                        | 2011                  | -                     |                 |              | Nr. 11 in de Single Top 100 |
| Sleigh ride                                                   | 2011                  | -                     |                 |              | Nr. 89 in de Single Top 100 |
| The Christmas song                                            | 2011                  | -                     |                 |              | Nr. 81 in de Single Top 100 |